# Vison-europeu
O visão-europeu, vison-europeu ou doninha-europeia (nome científico Mustela lutreola), é um membro europeu da família Mustelidae, encontrada em algumas regiões da Espanha, França, Romênia, Ucrânia, Estónia e grande parte da Rússia, embora não seja encontrada a leste das Montes Urais.